# オーグメンテイション研究センター

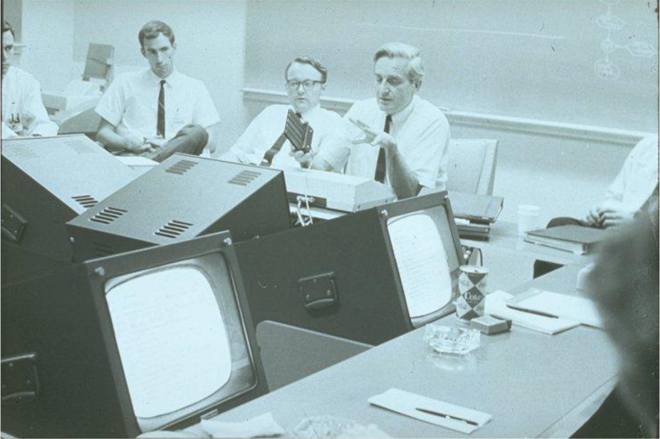
左からアンドリュース、イングリッシュ、エンゲルバート（1969年）

SRIインターナショナルのオーグメンテイション研究センター（Augmentation Research Center（ARC））は、コラボレーションと情報処理のための新しいツールと手法の開発および実験をするために、電気技師のダグラス・エンゲルバートによって1960年代に設立された。
ARCから生まれた主な製品は、その略語であるNLSでよく知られている革新的なoN-Lineシステム。ARCは、「コンピュータマウス」ポインティングデバイスの発明と、インターネットの初期形成におけるその役割でも知られている。
エンゲルバートは労働者を募集し、プロジェクトが商業化されてTymshareに売却され、最終的にマクドネル・ダグラスによって購入された1970年代後半まで組織を運営していた。

## 初期
ダグラス・エンゲルバートによる初期のアイデアのいくつかは、1959年に空軍科学研究局（現在のローマ研究所）によって資金提供されて開発された。1962年までに、フレームワークドキュメントが公開された。
米国国防総省の国防高等研究計画局（DARPA）情報処理技術部（IPTO）の初代所長であるJ・C・R・リックライダーは、1963年初頭にプロジェクトに資金を提供した。最初の実験は、SRIのディスプレイを、カリフォルニア州サンタモニカのシステム・ディベロップメント・コーポレーションにある他に類を見ない巨大なAN/FSQ-32コンピューターに接続することを試みて行われた。

## NASAの資金提供
NASAは、1964年に、ロバート・テイラーの要請で大規模な資金提供を開始した。カスタム・グラフィック・ワークステーションは、商用コンピューターであるCDC 160AとCDC 3000を中心に構築され、一度に1人のユーザーを処理した。1965年、テイラーはIPTOディレクターになり、資金の増加につながった。1968年、バークレー・タイムシェアリング・システムを実行しているSDS 940コンピュータは、複数のユーザーを許可した。
このプロジェクトは、スポンサーにちなんで最初にARNASと呼ばれた。その後、数年の間、拡張された人間の知性研究センターと呼ばれ、1969年頃にオーグメンテイション研究センターに短縮された。

## すべてのデモの母
1968年12月のFall Joint Computer Conferenceでの90分間のセッション中に、エンゲルバート、ビル・イングリッシュ、ジェフ・ルリフソンおよびARCスタッフが、バッチ処理がまだコンピュータを使用するためのパラダイムであった時代のリアルタイムビデオ会議やインタラクティブ編集などのライブデモンストレーションで作品を発表した。これは後に、「すべてのデモの母」と呼ばれた。

## リファレンス・ライブラリ・サービス
エンゲルバートは、設計中にARPANETで最初のリファレンス・ライブラリ・サービスを提供するためにARCを申し出た。ARPANETで送信された最初のメッセージは、ARCコンピューターとUCLAの間であった。ラリー・ロバーツは、1974年に去るまで、DARPAIPTOを通じてARCに資金を提供し続けた。ライブラリサービスは、エリザベス・J・フェインラーが管理するインターネットネットワーク情報センターに発展した。1976年に、バートラム・ラファエルはプロジェクトを担当していた。

## 読書案内
- D. C. Engelbart (October 23–27, 1960). “Special Considerations of the Individual as a User, Generator, and Retriever of Information”. American Documentation (Berkeley, California) 12 (2):  121–125. doi:10.1002/asi.5090120207.
- エリザベス・J・ファインラー (July–September 2010). “The Network Information Center and its Archives”. Annals of the History of Computing (IEEE) 32 (3):  83–89. doi:10.1109/MAHC.2010.54.
- ジムノートン、アシスタントディレクター、1969-1977 、SRIインターナショナル、オーグメンテーションリサーチセンター、メンロパーク、カリフォルニア州